# Rzeszów
Rzeszów (udtale: [ˈʐɛʂuf]  ( hør) ukrainsk: Ряшiв; latin: Resovia; jiddisch: ריישא Raisha) er den største by i det sydøstlige Polen. Den ligger på begge sider af floden Wisłok i hjertet af Sandomierz-bækkenet. Rzeszów  har 195.871(2021) indbyggere og et areal på 116 km². Den været hovedstaden i  voivodskabet Nedrekarpater siden 1. januar 1999, og er også administrationsby for  powiatet (amt) Rzeszów.

## Historie
Rzeszóws historie går tilbage til middelalderen. Den modtog stadsrettigheder og privilegier fra kong Kasimir 3. den Store i 1354. Lokale handelsruter, der forbinder Europa med Mellemøsten og det Osmanniske Rige resulterede i byens tidlige velstand og udvikling. I det 16. århundrede havde Rzeszów en forbindelse med Gdańsk og Østersøen. Den oplevede også vækst i handel og håndværk, især under lokale herskere og adelsmænd. Efter Polens delinger blev Rzeszów annekteret af det østrigske kejserrige og genvandt ikke sin position, før den vendte tilbage til Polen efter Første Verdenskrig.

## Galleri
- Rzeszów Slot
- Lubomirski Sommerpalads
- Sankt Adalbert og Sankt Stanislaus kirke
- Formodningsbasilikaen
- Regionalt Museum i Rzeszów
- Synagoge i den gamle bydel
- Ny Synagoge
- PKO Bank
- Rzeszów appelret
- Nedrekarpatiskse Filharmoni
- Revolutionsmonument
- Græsk katolsk kirke af den hellige treenighed
- Rzeszów Katedral